# 大蔵善行
大蔵 善行（おおくら の よしゆき）は、平安時代前期の貴族・学者。玄蕃頭・大蔵麻呂の曾孫。豊前権介・大蔵浄明の子。官位は従四位下・民部大輔。
菅原道真とは当時の学界の双璧で、「天神」道真に対して地仙と呼ばれた。唐名は蔵外史大夫。

## 経歴
貞観18年（876年）勅を受けて蔵人所に出仕し諸書類の校正を担当すると共に、清和天皇に近侍する若年者および宮中の好事家に『顔氏家訓』を教授した。のち、都良香の推薦で内記に任ぜられ、土佐権掾と地方官も務める。元慶6年（882年）少外記に転じ、翌元慶7年（883年）式部少丞・高階茂範と共に存問兼領渤海客使に任ぜられ、渤海使の応接にあたった。
光孝朝に入り、仁和元年（885年）大外記に昇進すると、延喜2年（902年）まで20年近くの長きに亘り大外記を務め、機密文書作成に従事した。この間、仁和3年（887年）外従五位下、仁和4年（888年）従五位下、寛平9年（897年）従五位上に叙せられる一方、備前大目・伊予権掾・播磨権大掾・三河権介・治部少輔を兼ねた。
宇多朝末の寛平8年（896年）勘解由次官に転ずるが、翌寛平9年（897年）醍醐天皇が即位すると再び大外記に兼帯で復任し、延喜2年（902年）に民部少輔に遷るまでこれを務めた。のち、従四位下・民部大輔に至る。またこの間、『日本三代実録』『延喜格』『延喜式』などの編修に参与している。延喜8年（908年）致仕するが、延喜17年（917年）東宮学士となり、86歳で皇太子・保明親王に『漢書』を毎朝休むことなく進講したという。
また、私塾を経営し、藤原基経・藤原時平・藤原忠平・平惟範・三統理平・紀長谷雄ら多くの人々に教授した。その一門は政・学界に広がった。以前は菅家廊下に対する存在と想定されていたが現在は否定的である。

## 逸話
87歳で子をなし、90歳以上の長寿を全うしたと伝えられる。

## 官歴
注記のないものは『日本三代実録』による。
- 時期不詳：内記[要出典]。土佐権掾[4]
- 元慶6年（882年） 2月3日：少外記[4]
- 時期不詳：正六位上
- 元慶7年（883年） 正月1日：存問渤海客使。2月21日：領渤海客使
- 元慶9年（885年） 正月16日：大外記[4]
- 仁和2年（886年） 6月19日：兼備前大目[4]
- 仁和3年（887年） 正月7日：外従五位下
- 仁和4年（888年） 11月25日：従五位下（内位）[4]
- 寛平2年（890年） 2月27日：兼伊予権掾[4]
- 寛平4年（892年） 日付不詳：兼播磨権大掾[4]
- 寛平8年（896年） 正月15日：治部少輔、大外記如元[4]。2月23日：勘解由次官[4]
- 時期不詳：三河権介
- 寛平9年（897年） 7月17日：兼大外記[4]。11月23：従五位上（大嘗会）[4]
- 昌泰元年（898年） 日付不詳：兼次侍従[4]
- 延喜2年（902年） 2月23日：兼但馬介[4]。9月15日：民部少輔[4]
- 時期不詳：従四位下[5]
- 延喜7年（907年） 11月15日：見民部大輔[5]
- 延喜8年（908年） 2月9日：致仕[1]
- 延喜17年（917年） 日付不詳：東宮学士[1]

## 系譜
- 父：大蔵浄明[6]
- 母：不詳
- 妻：不詳
- 生母不明の子女
  - 男子：大蔵邦明[6]
  - 男子：大蔵是明[6]
  - 男子：大蔵真明[6]

## 関連史料
- 『大日本史料』一の四（延喜十七年是歳条）